# Burgruine Schönarts
Die Burgruine Schönarts, auch Alte Burg genannt, ist der Rest einer Spornburg auf einem etwa 194 Meter hohen Geländesporn gut 300 Mester westlich des Weilers Schönarts der Gemeinde Eußenheim im unterfränkischen Landkreis Main-Spessart in Bayern.

## Geschichte

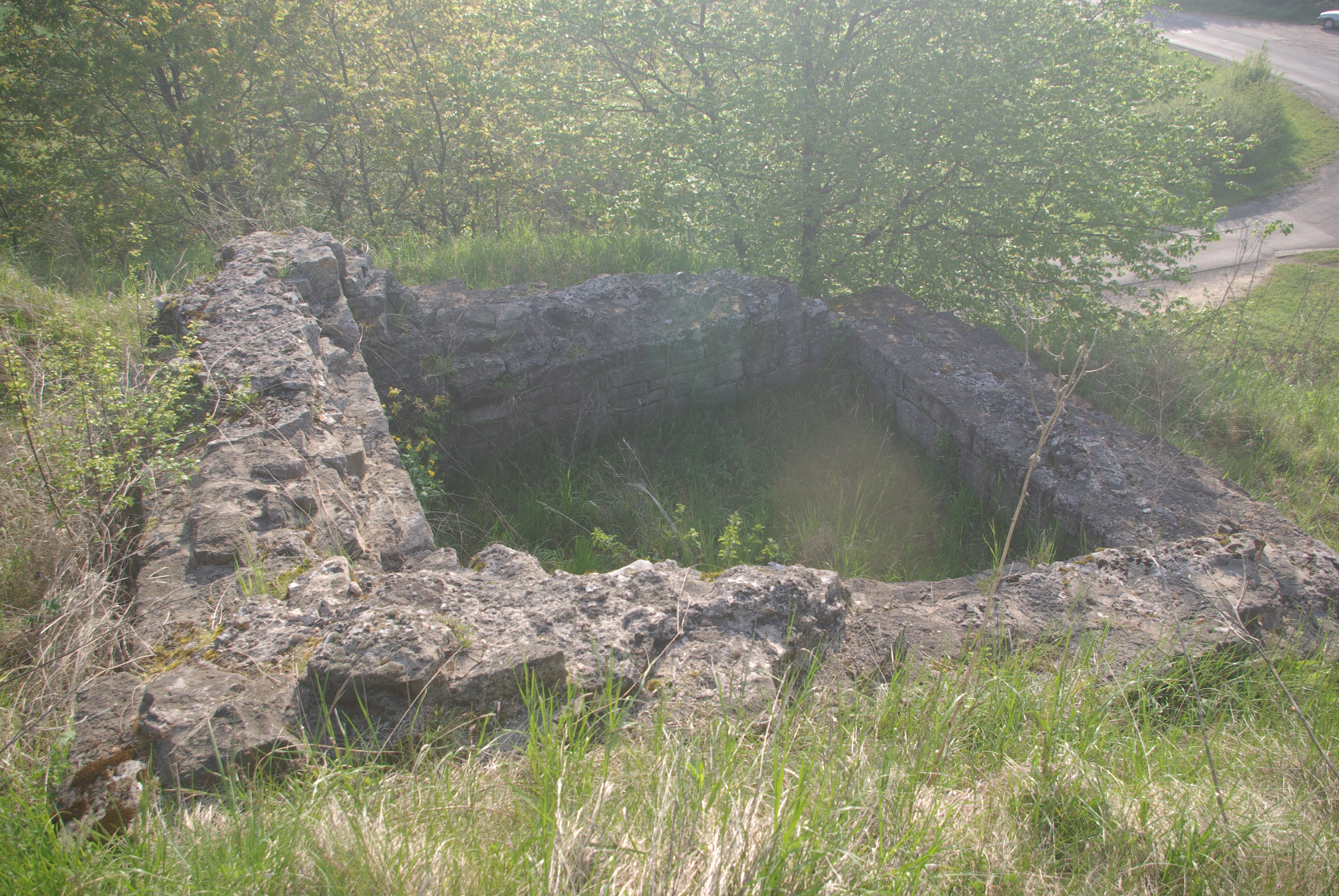
Grundmauerreste des Bergfrieds

Die Burg wurde 1268 von den Herren von Henneberg erbaut und als „Castrum Schonenhart“ genannt. Noch während des Baus veranlasste der damalige Bischof Iring von Reinstein des Hochstifts Würzburg per Dekret den Baustopp und den Abriss der Burg, da er ihn als eine Gefahr für die Vorherrschaft des Bistums in der Region Karlstadt ansah. Für eine erneute Errichtung der Burg gibt es keine Belege.
Die Burgstelle zeigt noch den Rest einer Außenmauer, die Fundamente des Bergfrieds sowie Wälle des Burggrabens zur Hangseite.